# 芷江西路街道
芷江西路街道是中国上海市静安区下辖的一个街道，位于原闸北区中南部，已随闸北区并入静安区。面积1.60平方公里，居民2.53万户，户籍人口7.37万人（2008年）。街道办事处驻芷江西路153临。闸北区少科站、上大市北附中、闸北旅游职校、市北初中、民办扬波中学、民办当代中学、星火电影院、闸北区文化馆等文化机构都位于该街道中。闸北区体育馆也位于芷江西路街道内。

## 行政区划
芷江西路街道下辖17个居委会：大统居委会、共和新路居委会、南山居委会、洪南山宅居委会、新赵家宅居委会、芷江西路一二三弄居委会、芷江新村居委会、永太居委会、苏家巷居委会、交通公园居委会、复元坊居委会、中兴路一二三三弄居委会、光华坊居委会、三兴大楼居委会、灵光居委会、城上城居委会、普善居委会。